# مصحف المدينة النبوية
مصحف المدينة النبوية مصحف للقرآن الكريم يصدر عن مجمع الملك فهد لطباعة المصحف الشريف في المدينة المنورة تحت إشراف وزارة الشؤون الإسلامية والدعوة والإرشاد في المملكة العربية السعودية، صدر الأمر الملكي بطباعته في عهد خادم الحرمين الشريفين الملك فهد بن عبد العزيز يوم الثلاثاء 19 شعبان 1403 هـ الموافق 31 مايو 1983 م.
تولى كتابته بخطه الخطاط السوري عثمان طه، وراجعته «لجنة مراجعة مصحف المدينة النبوية» على أمهات كتب القراءات والرسم والضبط والفواصل والوقف والتفسير، وأتمَّت مراجعتها له وأذنت بطبعه يوم الثلاثاء 1 جمادى الأولى 1405 هـ الموافق 22 يناير 1985 م، خدمة للمسلمين في أقطار العالم، ووُزِّع منه ملايين النسخ.

## رواية هذا المصحف
نُسخ المصحف على ما يوافق رواية حفص بن سليمان بن المغيرة الأسدي عن قراءة عاصم بن أبي النجود عن أبي عبد الرحمن عبد الله بن حبيب السلمي عن مجموعة من الصحابة منهم عثمان بن عفان وعلي بن أبي طالب وأبي بن كعب وزيد بن ثابت رضي الله عنهم أجمعين وذلك كله مأخوذ من المصاحف الستة وموافق لها وهذه المصاحف هي التي بعث بها عثمان إلى مكة والبصرة والكوفة والشام والمصحف الذي جعله لأهل المدينة والمصحف الذي اختص به نفسه.

## طريقة ضبطه وهجائه
أخذ هجاؤه كما أسلفنا من المصاحف الستة وعن المصاحف المنتسخة منها، وروعي في ذلك ما نقله الشيخان أبوداود سليمان بن نجاح وأبو عمرو الداني مع ترجيح الأول عند الاختلاف. وأما طريقة ضبطه فأخذت علاماته من طريق الخليل بن أحمد الفراهيدي وأتباعه على حسب ماورد في كتاب «الطراز في ضبط الخراز» للتٍّنَسي ولم يؤخذ بعلامات الأندلسيين والمغاربة لفصاحة المشارقة وقربهم إلى الفصحى من غيرهم.
( علامات الضبط والوقف في المصحف)

## آياته وأجزاؤه وأحزابه وما يتبع ذلك
اتُّبِعَ في هذا المصحف طريقةُ الكوفيين في عدد الآيات وعدَّتها عندهم 6236 آية، وقد أُخذت من طريق أبي عبد الرحمن عبد الله بن حبيب السُّلمي عن علي بن أبي طالب، وورد ذلك في كتاب «ناظمة الزُّهر» للشاطبي وكتب أُخرى مهمَّة في علم الفواصل. وأما أجزاؤه وأوائلُها وأواخرها والأحزاب والأرباع فروجعَ فيها الكتب الآتية:
- «غيث النفع» للعلامة الصفاقسي.
- «ناظمة الزهر» للإمام الشاطبي.
- «تحقيق البيان» لمحمد المتولي.
- «إرشاد القرَّاء والكاتبين» لرضوان المخلَّلاتي.

وأما المكي والمدني فأُخذا من كتب التفسير والقراءات على اختلافٍ في بعضها، وكذلك من كتاب عمر بن محمد بن عبد الكافي. وأُخذت السَّجَدات ومواضعها من كتب الفقه والحديث على خلاف في خمسٍ منها وهي:
| اسم السورة       | رقم الآية | رقم الصفحة |
| ---------------- | --------- | ---------- |
| 1- سورة الحج     | آية 77    | ص 341      |
| 2- سورة ص        | آية 24    | ص 454      |
| 3- سورة النجم    | آية 62    | ص 528      |
| 4- سورة الانشقاق | آية 21    | ص 589      |
| 5- سورة العلق    | آية 19    | ص 597      |

وتبلغ كل صفحة من هذا المصحف خمسة عشر سطرًا، ما عدا الصفحة الأولى التي كُتبت فيها سورة الفاتحة وحدَها، والصفحة الثانية التي كُتبت فيها الآيات الخمس الأولى من سورة البقرة.